# Calcolo vettoriale
Il calcolo vettoriale è un ramo dell'algebra lineare che si interessa dell'analisi reale di vettori a 2 o più dimensioni. Consiste in un insieme di formule e di tecniche risolutive molto utilizzate in ingegneria e in fisica.

## Grandezze
Una grandezza risulta matematicamente definita quando può essere rappresentata da un qualche ente matematico che ne caratterizza tutte le proprietà. 
Una grandezza che può essere espressa tramite un solo valore è chiamata grandezza scalare o scalare. Grandezze, come ad esempio la velocità o la forza, che sono espresse anche da altri elementi, come una direzione e un verso, sono chiamate grandezze vettoriali o vettori.

## Vettori
Il vettore è caratterizzato da un valore o modulo o intensità, una direzione, un verso e da un punto di applicazione e viene rappresentato in genere come un segmento orientato tramite una freccia. 
In tale rappresentazione la lunghezza del vettore, in un opportuno sistema di riferimento, rappresenta il modulo del vettore, cioè il suo valore numerico; la direzione del segmento rappresenta ovviamente la direzione del vettore e la freccia l'orientamento cioè il verso. Da non sottovalutare il fatto che la definizione di vettore implica che sia definito anche il suo punto di applicazione. 
Si chiama versore un vettore di modulo unitario. Esso è usato spesso per rappresentare la direzione e il verso di un vettore, in tal caso un vettore può essere scritto:
{\displaystyle {\vec {v}}={\hat {v}}v}
dove {\displaystyle {\hat {v}}} è il versore del vettore {\displaystyle {\vec {v}}} e v semplicemente il suo modulo.

## Calcolo vettoriale
Il calcolo vettoriale opera su campi vettoriali, che associano a ogni punto dello spazio un vettore e su campi scalari che associano a ogni punto dello spazio uno scalare. Per esempio: la temperatura di una piscina è uno scalare dato che associa a ogni punto il valore di temperatura che è scalare, viceversa il campo che descrive l'intensità e la direzione delle correnti nella piscina è un campo vettoriale poiché associa a ogni punto il vettore intensità e una direzione.
Tre operazioni sono molto importanti nel calcolo vettoriale:
- gradiente: misura la velocità ed il verso di cambiamento in un campo scalare; il gradiente di un campo scalare, oppure gradiente di scalare, è un campo vettoriale.
- rotore: misura la tendenza del campo vettoriale a ruotare intorno a un punto; il rotore di un campo vettoriale è un campo vettoriale.
- divergenza: misura la tendenza di un campo a convergere verso un punto del campo o a provenire dal punto. La divergenza di un campo vettoriale è un campo scalare.

Molti dei risultati analitici ottenuti possono essere riottenuti semplicemente utilizzando gli strumenti della geometria differenziale dato che il calcolo vettoriale è un sottoinsieme di questa.